# Glàndula sudorípara
Una glàndula sudorípara és una glàndula tubular simple que està situada a la dermis i consta de llargs i prims tubs, tancats per l'extrem inferior. Pels porus que s'obren a l'exterior segrega la suor, amb la funció de regular la temperatura interna del cos. Les glàndules sudorípares formen juntament amb les glàndules sebàcies, els fol·licles pilosos i ungles, i les fàneres o annexos cutanis. Foren descrites per primer cop per Jan Evangelista Purkyně el 1833.

## Tipus
Les glàndules sudorípares es divideixen en:
- Glàndules sudorípares eccrines: estan formades per un glomèrul secretor i un conducte excretor que desemboquen directament a la superfície de la pell. A les zones amb més concentració, com ara, en palmells de les mans, plantes dels peus i regió frontal de la cara, hi ha unes 600 glàndules per centímetre quadrat de pell.[2] Segreguen 1 litre al dia en condicions basals i poden perdre fins a 10 L en condicions extremes.[3] Les glàndules sudorípares exerceixen funcions importants en el metabolisme hidroclòric, en la termoregulació per l'evaporació de la suor i humitat de la superfície cutània que també està relacionada amb la prensió dels objectes amb les mans.
- Glàndules sudorípares apocrines: desemboca en el fol·licle pilosebaci sortint a l'exterior el seu contingut juntament amb el sèu. Estan formades per un gran lòbul secretor i un conducte excretor dèrmic que desemboca en el fol·licle pilosebaci. Aquestes glàndules apocrines estan en involució o poc importants en l'ésser humà, són poc nombroses i es localitzen en aixella, perineu, pubis i conducte auditiu extern. Aquestes glàndules són les encarregades de la secreció de les feromones. La glàndula mamària és una glàndula sudorípara apocrina modificada. Les glàndules sudorípares apocrines produeixen substàncies molt oloroses que són les responsables de l'olor característic de zones com les aixelles i els òrgans sexuals. De vegades aquestes olors corporals són molt desagradables quan es descuida la higiene personal al barrejar-se amb els bacteris presents a la pell. Els nens abans de la pubertat tenen una olor diferent als adults, ja que no produeixen suor apocrí i la seva secreció sebàcia és menor.

## Trastorns
La inflamació d'una glàndula sudorípara apocrina s'anomena hidradenitis.